# Ebtisam Abdulaziz
Ebtisam AbdulAziz (Xarja, 1975) é uma artista contemporânea, nascida nos Emirados Árabes Unidos e radicada em Washington, nos Estados Unidos. Suas obras têm, frequentemente, inspiração matemática e utilizam formas sistemáticas de expressão emocional ou intelectual. Ela é membro da Sociedade de Belas Artes dos Emirados.